# 게임스탑 쇼트 스퀴즈
게임스탑 쇼트 스퀴즈(영어: GameStop short squeeze)는 2021년 1월 경 게임스탑(약칭 GME)과 같은 기타 여러 증권거래소 내 유가증권에서 쇼트 스퀴즈가 발생해 특정 헤지 펀드 기업에 큰 금융적 영향을 미친 사건이다. 이 쇼트 스퀴즈로 비디오 게임 판매업체인 게임스탑의 주가가 최저치에서 190배 상승을 기록하였고 2021년 1월 28일 최고가인 1주당 500달러 가량까지 상승하면서 공매도 세력은 큰 피해를 입었다. 게임스탑 총 주식량의 140%가 공매도되고 있었고 공매도를 청산하기 위해 주식을 사들이려고 하는 것은 쇼트 스퀴즈 현상을 부추겼다. 이런 쇼트 스퀴즈 사건은 레딧의 r/wallstreetbets에 모인 거래수수료가 없는 로빈후드 HTS를 이용하는 투자자들의 모임이 주도하였다.
1월 28일, 증권사 거래소인 로빈후드가 게임스탑을 비롯한 여러 기업의 증권거래 매수를 막아버리면서 정치 스펙트럼을 넘나들어 미국 상원의원 테드 크루즈, 알렉산드리아 오카시오코르테스, 기업인 도널드 트럼프 주니어, 테슬라 CEO 일론 머스크 등 여러 정치인과 기업인이 이를 시장 조작이라고 비판하였다. 또한 뉴욕주 남부지구 지방법원에서는 로빈후드에 대한 집단 소송이 올라가기도 하였다.

## 배경

### 공매도
공매도(Short)는 금융 투자 기법 중 하나로 공매 전문가(숏샐러, short-seller)가 주식을 빌러 즉시 매도한 후 나중에 더 낮은 가격에 매입(cover)해 빌린 이자를 포함한 빌린 주식을 갚은 후 그 차익으로 수익을 얻는 기법이다. 이 기법은 이론상 주가가 무한히 상승할 수도 있기 때문에 그 손실도 무한할 수 있다. 이는 투자자의 손실이 최대 초기 투자금에만 한정되는(보통은 100% 손실) 롱 포지션(단순한 주식 보유)와는 대조적이다. 예를 들어 공매도 세력이 2만원에 주식을 빌려서 공매도했는데 주가가 5만원으로 상승할 경우(150% 상승) 주당 3만원의 손해를 보았으므로 총 손실률은 150%이다.
이번 쇼트 스퀴즈가 일어난 게임스탑 주식의 경우에는 게임스탑 총 주식량의 140% 가량이 숏 포지션에 있었는데 이는 공매도되어 빌린 주식을 다시 다른 공매도 세력이 빌려 또 공매도했다는 것을 의미한다. 레딧의 r/WallStreetBets에 있던 투자자들은 게임스탑 주가가 상당히 저평가되어 있다고 믿었고 상당수의 주식이 공매도되어 있었기 때문에 주가를 끌어올려 공매도 세력에게 엄청난 손실을 감수하고 숏 포지션을 청산하게 만드는 이른바 쇼트 스퀴즈(Short Squeeze)를 가할 수 있었다.

### 게임스탑

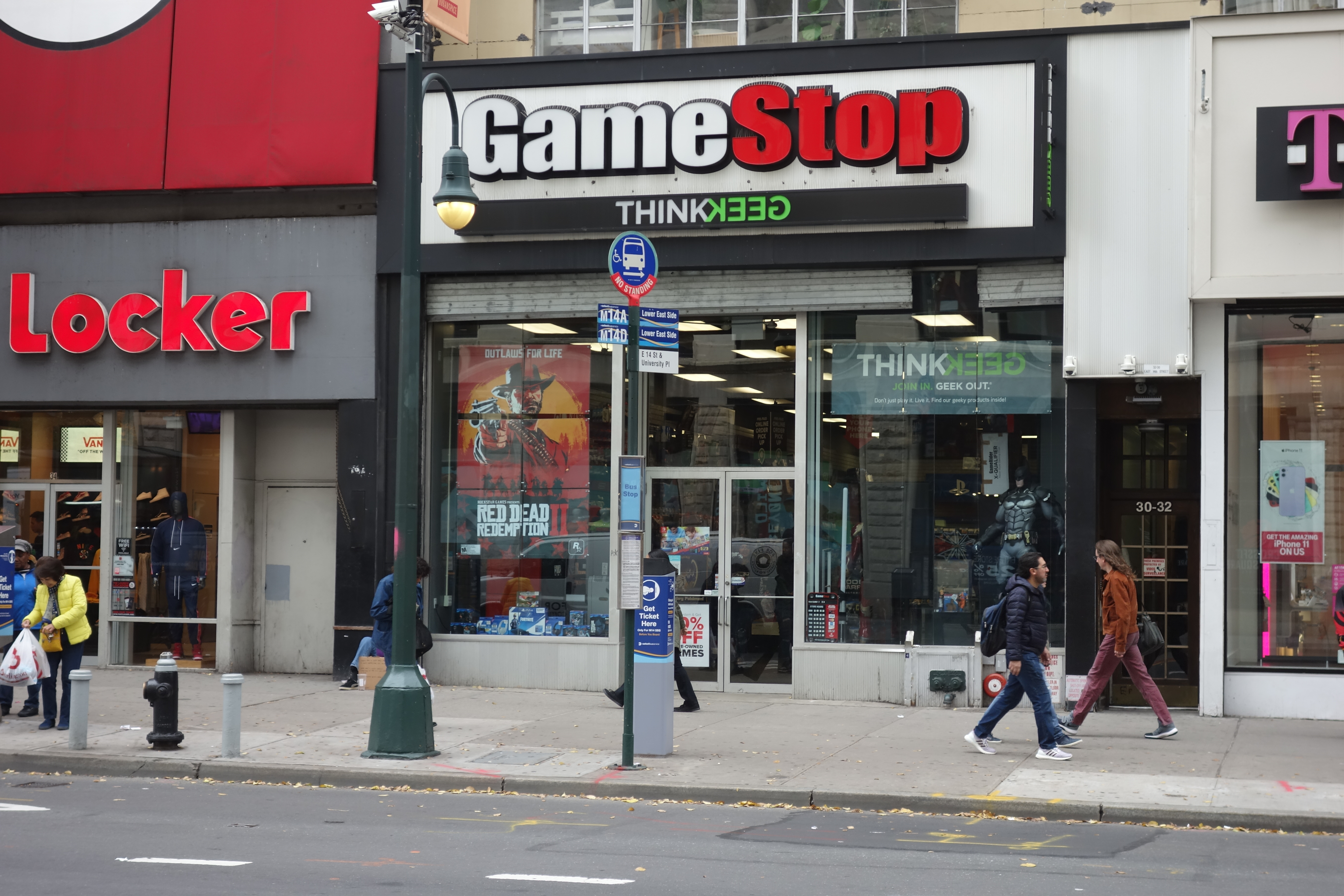
2019년 미국 뉴욕에 있는 게임스탑 매장의 모습.

미국의 게임 판매 전문 소매점인 게임스탑은 수 년간 디지털 배급사와의 판매 경쟁과 코로나19 범유행의 경제적 여파로 직접 방문하여 구매하는 횟수가 감소하면서 큰 어려움을 겪어왔다. 이 때문에 게임스탑의 주가가 하락하면서 많은 기관 투자자들이 게임스탑 주식을 공매도하였다. 하지만 2020년 9월 경 온라인 펫푸드 유통업체인 츄이(Chewy)의 전 CEO였던 라이언 코언이 게임스탑에 상당한 투자를 했음을 발표하고 이사회에 합류하면서 주가가 저평가되었다는 재평가의 시선이 많아졌다.

### 기타 원인
코로나19 범유행으로 매장 내 쇼핑객수의 감소와 함께 소비자의 지출이 급감하였다. 역사상 가장 낮은 금리와 함께 마땅히 돈을 소비할 만한 곳이 없다는 이유로 투자자들이 지닌 유동보유금이 급증하였다. 그 외 쇼트 스퀴즈가 일어난 원인으로 빠른 수익실현을 위해 주식시장에서 대규모 투기거래를 하는 문화, 2007-2008년 세계 금융 위기를 일으킨 월가 헤지펀드에 대한 일부 투자자들의 분노가 촉발했다는 분석도 있다.

### r/wallstreetbets
r/wallstreetbets 판은 레딧 내에 있는 고위험 주식 거래에 대한 토론을 하는 포럼이다. 스퀴즈 사건 이전에도 r/wallstreetbets 에서는 게임스탑에 대한 관심이 있었다. 2019년 6월 경 게임스탑 주식을 매입했던 한 사용자인 유저명 u/DeepFuckingValue을 사용한 케이트 길의 경우에는 게임스탑을 2019년 6월 당시 53,000달러 어치 매수하였으며 2021년 1월에는 주식으로 인한 수익이 3,300만 달러를 넘기도 하였다.

## 전개

### 주가 상승
| 날짜                  | 종가 (미국 달러) | 변화량  | 변화량   | 거래량      |
| 날짜                  | 종가 (미국 달러) | 가격    | %        | 거래량      |
| --------------------- | ---------------- | ------- | -------- | ----------- |
| 1월 11일              | 19.94            | +2.25   | +12.72%  | 14,927,612  |
| 1월 12일              | 19.95            | +0.01   | +0.05%   | 7,060,665   |
| 1월 13일              | 31.40            | +11.45  | +57.39%  | 144,501,736 |
| 1월 14일              | 39.91            | +8.51   | +27.10%  | 93,717,410  |
| 1월 15일              | 35.50            | -4.41   | -11.05%  | 46,866,358  |
| 1월 19일              | 39.36            | +3.86   | +10.87%  | 74,721,924  |
| 1월 20일              | 39.12            | -0.24   | -0.61%   | 33,471,789  |
| 1월 21일              | 43.03            | +3.91   | +9.99%   | 57,079,754  |
| 1월 22일              | 65.01            | +21.98  | +51.08%  | 197,157,946 |
| 1월 25일              | 76.79            | +11.78  | +18.12%  | 177,874,000 |
| 1월 26일              | 147.98           | +71.19  | +92.71%  | 178,587,974 |
| 1월 27일              | 347.51           | +199.53 | +134.84% | 93,396,666  |
| 1월 28일              | 193.60           | -153.91 | -44.29%  | 58,815,805  |
| 1월 29일              | 325.00           | +131.40 | +67.87%  | 50,566,055  |
| 2월 1일               | 225.00           | -100.00 | -30.77%  | 37,382,152  |
| 2월 2일               | 90.00            | -135.00 | -60.00%  | 78,183,071  |
| 2월 3일               | 92.41            | +2.41   | +2.68%   | 42,698,511  |
| 2월 4일               | 53.50            | -38.91  | -42.41%  | 62,427,275  |
| 2월 5일               | 63.77            | +10.27  | +19.20%  | 81,345,013  |
| 출처: 뉴욕 증권거래소 |                  |         |          |             |

2021년 1월, r/wallstreetbets 서브레딧 유저들은 게임스탑에 대한 매수로 주가를 끌어올리면서 쇼트 스퀴즈를 일으켰다. 이는 앤드류 레프트의 시트론 리서치가 게임스탑의 주가 하락 전망을 발표한 직후 발생하였다. 주가는 매수세가 시작된 1월 13일 시가 20.42달러에서 1월 26일 종가 147.98달러까지 680% 이상 상승하였으며 변동성이 너무 커 거래가 여러 차례 중단되기도 하였다. 쇼트 스퀴즈의 압박과 함께 개인의 옵선 거래량(콜옵션 매수)의 증가로 시장의 기관 세력들은 점점 증가하는 숏 포지션 손실을 헷징하기 위해 주식을 매입하면서 주가가 더욱 가파르게 상승하는 감마 스퀴즈 현상도 같이 발생하였다.
기본적으로 기관은 주식 가격과 옵션 가격이 서로 연계된다는 효율적 시장 가설 하에서 차익거래로 이득을 본다. 구체적으로 기관의 역할 중 하나로 옵션을 구매하러는 투자자들에게 옵션을 판매하며(옵션 매도) 이에 반대급부로 주식을 사들이는 델타 헤지 포지션을 취하여 옵션 시장과 주식 시장 사이 가격 불일치를 상쇄하는 동시에 가격 변동으로 인한 위험을 헤지한다. 즉 콜옵션 매수자가 많아질수록 기관은 그만큼 위험을 헤지하기 위해 주식을 더 사들이면서 주가가 상승하는 현상이 발생한다.
2021년 1월 26일 하루에만 게임스탑의 주가가 92.7% 상승하자 기업계의 거물인 일론 머스크는 r/wallstreetbets 서브레딧 링크와 함께 "Gamestonk!"(게임떡상!)이라고 트윗하였다. 머스크의 트윗에 이어 주가는 잠시동안 200달러 이상으로 급등하기도 하였다. 2021년 1월 28일 기준 장외거래를 제외한 게임스탑의 52주 최고가는 483.00달러(52주 최저가인 2.57달러의 약 190배)이다.
1월 27일 r/wallstreetbets 디스코드 서버가 혐오 발언 규정을 위반했다는 이유로 차단되었다. 하지만 타 사용자들에 디스코드 어플리케이션 내에 유사 서버를 빠르게 재생성하자 다음 날 디스코드 측에서는 차단 결정을 번복하였고 원 서버가 다시 개방되었다.
1월 27일 r/wallstreetbets은 게임스탑과 비슷한 상황에 있는 AMC 시어터스(AMC) 주식에서도 쇼트 스퀴즈를 일으켰다. 이와 동시에 AMC 네트웍스(AMCX)의 주가도 크게 올랐는데 이는 주식 이름이 AMC 시어터스와 유사했기 때문으로 추정된다. 이와 거의 비슷한 시기에 찰스 슈워브 코퍼레이션과 그 자회사인 TD 아메리트레이드, 로빈후드 등 여러 주식 중개업 회사에서 주식 거래 제한 및 금지 조치가 이루어졌다. 블룸버그에 따르면 1월 27일 주식 거래량은 2007-2008년 세계 금융 위기 당시인 2008년 10월 최고 거래량을 넘어섰으며 최근 13년 내 달러 기준 거래량이 역대 3번째로 많았다고 발표했다.

### 매수 금지 사건
1월 28일, 로빈후드가 게임스탑, AMC 극장, 블렉베리, 노키아 및 그 밖에 변동성이 극심한 주식에 대해서 특정 거래 금지 조치를 취했다. 이 당시 투자자들은 오직 주식을 매도만 할 수 있었고 매수하는 것은 불가능했다. 다른 거래소들도 뒤따라 이 조치를 시행했다. 수많은 투자자들이 이에 항의하였고 다수의 레딧 게시판에서는 집단 소송을 요구하였다. 장 마감 후 로빈후드 측에서는 다음 날부터 영향받았던 주식에 대한 "한정매수"를 허용한다고 발표하였으나 이 "한정된 수량의 매수 허용"이 대체 어느정도인지는 분명하게 밝히지 않았다. 또한 영국의 트레이딩212, 이스라엘의 이토로(eToro) 등의 거래 플랫폼도 주식 매수만 막고 매도는 계속 허용하는 상황이 일어났다. 위불(Webull)에서도 스퀴즈 현상이 일어난 주식에 대한 매수 제한 조치를 내렸다가 얼마 되지 않아 매수 제한 조치를 해제하였다. 위불의 CEO인 안토니 데니어는 청산소의 요구담보조건이 높아져 새 포지션을 여는 데 어려움이 있어 매수를 제한한 것이라고 해명하였다. 일부 사용자들은 로빈후드 측이 투자자의 동의 없이 보유한 주식을 매도하고 있다고 주장하였으나 로빈후드 측은 이를 부인하였다.

### 주가 하락
미국 현지시각으로 2월 2일에 전일종가 대비 60% 하락한 주당 90달러에 거래를 마쳤다. 로빈후드 앱은 게임스탑에 대한 매수한도를 100주까지 늘린 상태이다.

## 같이 보기
- 포모
- 월 가를 점거하라
- 스트라이샌드 효과